# Družina, Zagorje ob Savi
Družina je naselje v Občini Zagorje ob Savi.